# Lago Aydar
Il lago Aydar (in uzbeko Haydarkoʻl o Aydar koʻli; in cirillico Айдаркўл), sottoprodotto involontario della pianificazione sovietica, è un lago dell'Uzbekistan situato nella parte sud-orientale del Kyzylkum alimentato principalmente dalle acque del Syr Darya. La maggior parte del lago ricade entro i confini della regione di Jizzakh, ma la sua parte occidentale è situata nella regione di Navoiy. L'intero sistema lacustre formato dai laghi Aydar e Tuzkan ricopre una superficie di 4000 km².

## Preistoria
Fino alla metà del XX secolo la pianura di Arnasay, vicino al corso del Syr Darya, costituiva per la maggior parte dell'anno un'arida distesa salina con alcuni laghi salmastri che si sviluppavano periodicamente. Solamente in primavera - nella regione occupata attualmente dalla parte sud-orientale del lago -, il fiume Sanzar alimentava l'effimero lago Tukzan, che evaporava rapidamente quando le temperature divenivano più calde.

## Formazione

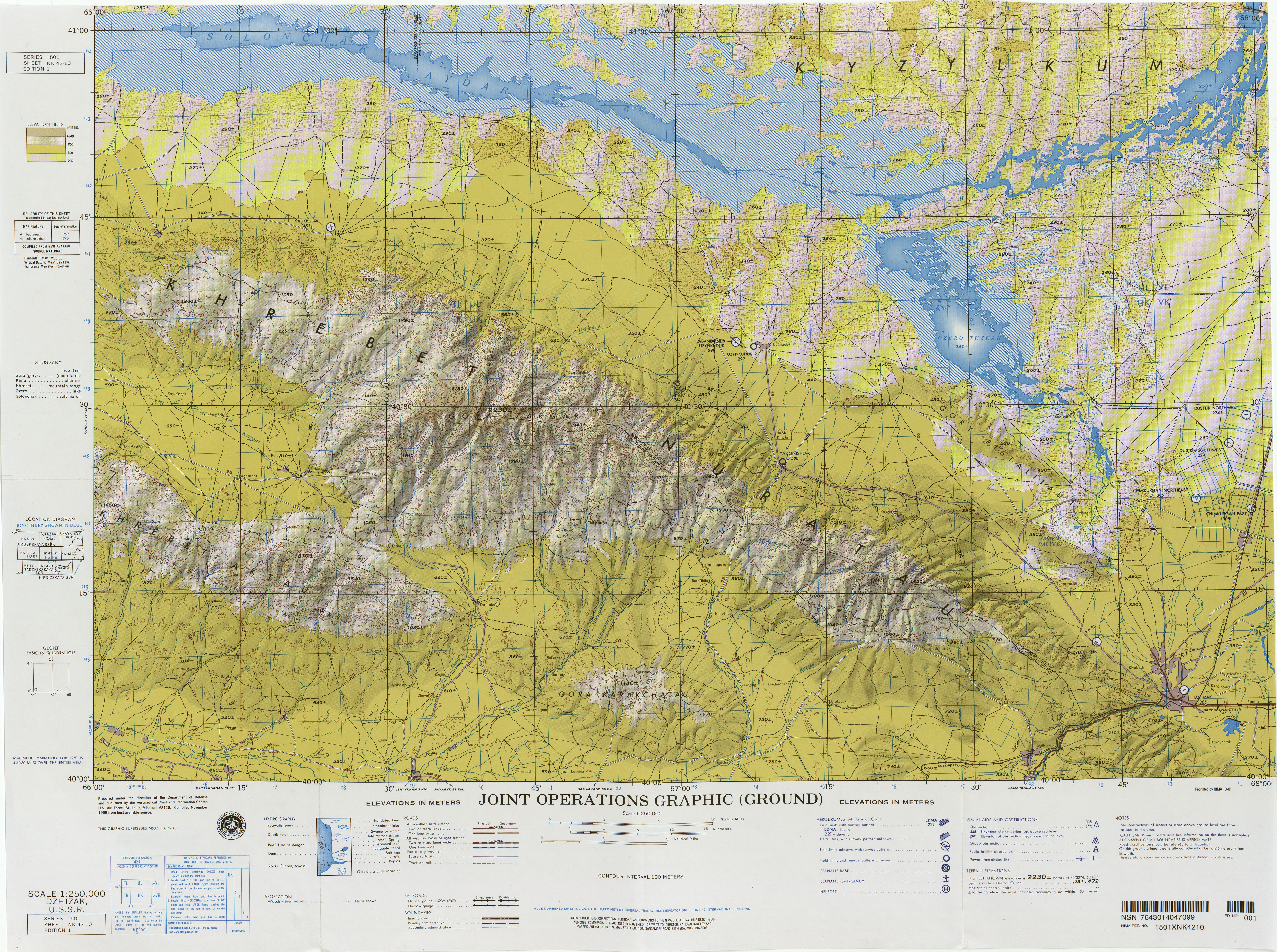
Carta della regione; in blu il livello del lago nel 1969, in azzurro quello del 1993.

Nei primi anni '60, poco oltre il confine con il Kazakistan, fu costruita la diga di Shardara, che fu dotata di uno stramazzo di emergenza diretto verso la pianura di Arnasay, al fine di tenere sotto controllo le piene del fiume. Nel 1969 questo dovette essere aperto a causa di un disastro provocato dalle inondazioni, in quanto la capacità della diga non era adatta a controllare la massa d'acqua che si era formata. Così, tra il febbraio 1969 e il febbraio 1970, quasi il 60% della portata media annua del Syr Darya (22 km³) venne dirottato dal bacino di Shardara verso la pianura di Arnasay. Nell'area si andò formando quindi un lago il cui livello raggiungeva i 239,4 m sul livello del mare, ricopriva una superficie di 2300 km² ed aveva un volume di 20 km³. Alla fine degli anni '70 il livello del lago era sceso nuovamente di quattro metri. La sua salinità era di circa 8-10 g/l. Durante gli anni '80 il livello del lago venne mantenuto costante artificialmente.
In anni di piogge abbondanti sono andati persi in questo modo fino a 7,5 km³ di acque destinate all'irrigazione; di conseguenza, con il tempo, il bacino artificiale si è riempito sempre più, fino a divenire il lago più grande della regione. Tale sviluppo è paragonabile alla formazione dei laghi di Toshka in Egitto.
Dalla fine dell'Unione Sovietica gli stati rivieraschi regolano sempre più egoisticamente il consumo delle acque. Ad esempio, il Tagikistan immagazzina una grande quantità di acqua in estate per poterne consumare di più in inverno al fine di generare elettricità: così facendo, la massa di acqua liberata - alla quale si aggiunge anche la neve caduta - crea una sorta di «piena» artificiale che sovraccarica la diga di Shardara in Kazakistan e viene indirizzata nel lago Aydar.
Al crollo dell'Unione Sovietica il livello del lago si manteneva relativamente costante sui 236 m. Nella primavera del 1991 esso crebbe di circa un metro e il lago ricoprì un'area di circa 2320 km². Lo scioglimento delle nevi dell'inverno 1992-93 provocò un innalzamento del lago di circa due metri in un mese; con lo scioglimento delle nevi successivo, nella primavera del 1994, il livello crebbe di altri tre metri, fino a raggiungere i 242 m; nello stesso anno il ponte di terra tra i laghi Tuzkan e Aydar venne completamente allagato e da allora i due laghi sono direttamente collegati, formando un unico sistema lacustre. Nel giugno 1998 il lago aveva raggiunto un livello di 244 m e un volume di 32 km³ e ricopriva un'area di 3067 km². Vasti tratti di terra, che in precedenza venivano utilizzati principalmente per il pascolo, andarono persi a causa dell'aumento del livello delle acque.
La crescita del lago, se da un lato ha causato problemi correlati allo scarico delle acque reflue dalle aree irrigate e alla distruzione di argini, strade e ferrovie, ha portato dall'altro miglioramenti significativi all'industria della pesca.
Attualmente il lago Aydar ha raggiunto una lunghezza di circa 180 chilometri e una larghezza massima di 32. I villaggi vicini, tra cui quelli di Baymurat, Koshquduq e Darbaza, sono continuamente minacciati dalle inondazioni. In alcuni casi, per prevenire disastri, è stato necessario costruire degli argini di contenimento (41°07′07″N 66°23′32″E).
Le inondazioni del febbraio 2005 hanno spinto il governo uzbeko a chiedere al Kazakistan di ridurre il rilascio di acque nel lago, nonché a costruire una diga per tenere sotto controllo l'afflusso (40°58′37″N 67°58′15″E). In tal caso il volume delle acque accumulatesi rischierebbe di rompere la diga di Shardara e numerose città e insediamenti kazaki lungo il Syr Darya rischierebbero di essere inondati.

## Geografia
Questo lago di recente formazione è delimitato ad est dalla steppa della Fame (in uzbeko Mirzachoʻl) e a sud-ovest dalle colline pedemontane del Nuratau, mentre a nord si addentra tra le dune del deserto del Kyzylkum.

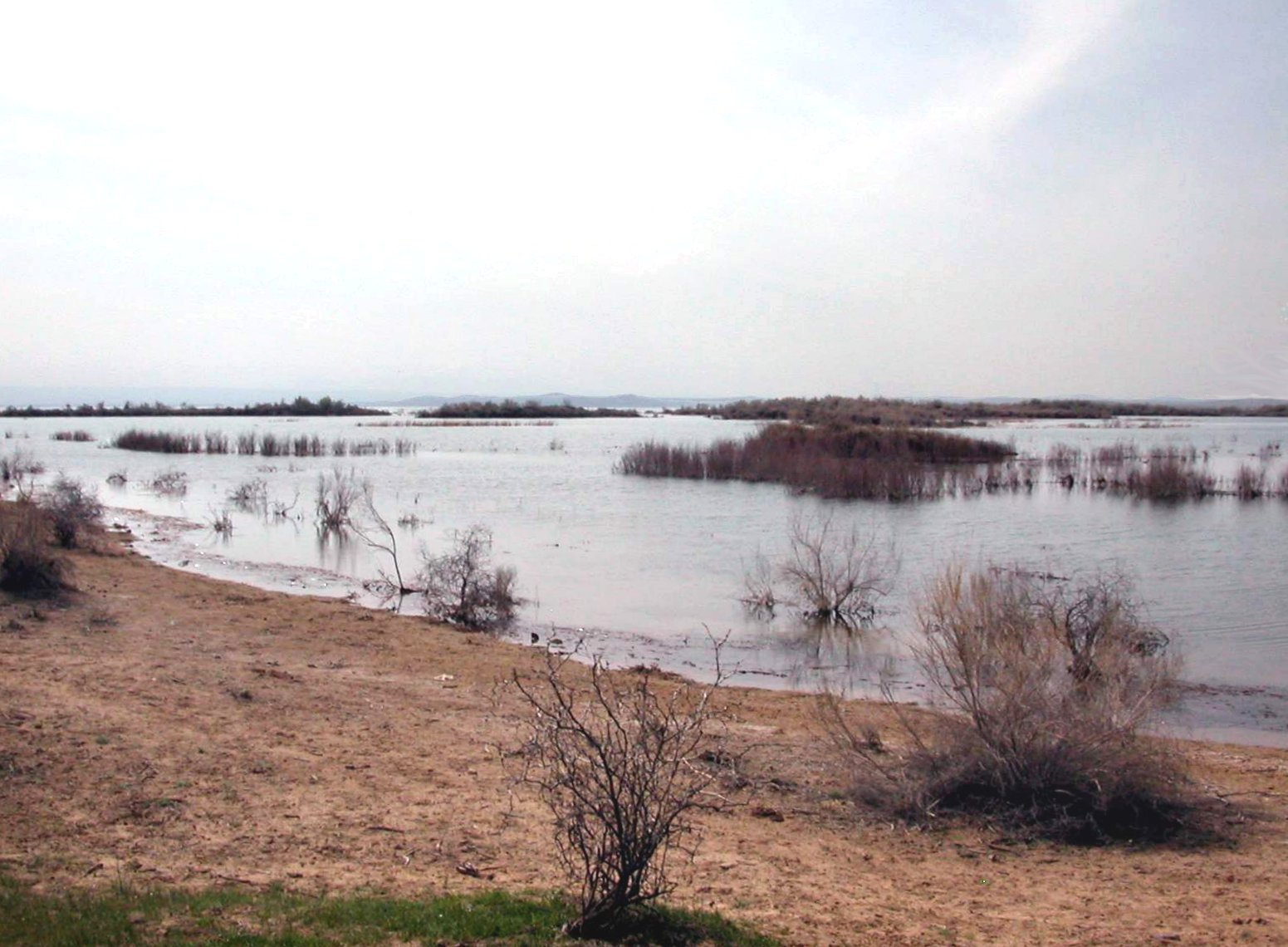
Veduta delle sponde settentrionali del lago.

La riva settentrionale, di conseguenza, è molto frammentata: metà della superficie del lago, infatti, è costituita da isole e penisole. L'area occupata in passato dai laghi temporanei di Arnasay e la parte settentrionale del lago sono profonde appena pochi metri, mentre nella metà meridionale e nella zona dove si trovava il lago Tuzkan si raggiungono profondità anche di 40 metri.

## Sviluppi futuri
Dal 2005 l'altezza del livello del lago varia solo leggermente; tuttavia, se il livello delle acque continuasse a salire anche solo di pochi metri, la precedente depressione verrebbe completamente riempita fino a raggiungere il livello del bacino di Shardara (252 m). Una volta avvenuto questo, il lago inizierebbe ad espandersi verso nord, nelle aree occupate dal deserto del Kyzylkum, che non vedono acque superficiali da millenni. Attualmente questo è impedito solamente dalla barriera di dune che corre a nord del lago, che quest'ultimo sta già iniziando a sfondare, come indica l'avanzamento verso gli insediamenti urbani lungo le sponde settentrionali e la costruzione degli argini di contenimento. Nel futuro non è del tutto impossibile la formazione di un nuovo fiume, tra l'Amu Darya e il Syr Darya, che scorrerebbe fino a quel che rimane del lago d'Aral; alcuni scienziati ipotizzano addirittura che durante le ere glaciali il Syr Darya avesse seguito tale percorso.

## Industria della pesca
Il livello di mineralizzazione delle acque del lago è in media relativamente basso: 2000 ppm. Nel lago Aydar è stata registrata la presenza di numerose specie di pesci, tra cui il lucioperca, l'abramide comune, il siluro d'Europa, la carpa, l'aspio, il chekhon e il Channa argus. Ogni anno, tra il 1994 e il 2001, sono state pescate nel lago tra le 760 e le 2000 tonnellate di pesce.

## Conservazione
Oltre ai rappresentanti tipici della fauna del Kyzylkum, sulle sponde del lago Aymar si trovano numerose specie di uccelli acquatici, che migrano qui dal lago d'Aral. Il lago è elencato come una zona importante per la conservazione degli uccelli dalla Convenzione di Ramsar, essendo situato in un punto dove si incrociano le rotte migratorie afro-eurasiatica e centroasiatica, e costituisce un sito di sosta e di svernamento per oltre 100 specie di uccelli acquatici, fornendo un rifugio anche a specie in via di estinzione come il gobbo rugginoso (Oxyura leucocephala), la pavoncella gregaria (Vanellus gregarius), il pellicano riccio (Pelecanus crispus), l'oca collorosso (Branta ruficollis), l'oca lombardella minore (Anser erythropus) e l'aquila pescatrice di Pallas (Haliaeetus leucoryphus), nonché nutrimento e terreno di riproduzione a numerose specie di pesci. Le specie vegetali meglio rappresentate nella regione sono le cannucce di palude, che formano una fascia che cinge il lago, le specie alofile del genere Salsola e le tamerici. Tra il 2008 e il 2015 è stato portato in atto un piano d'azione per mantenere la stabilità ambientale.

## Turismo
Il lago è situato in una zona relativamente isolata e disabitata; attualmente nella zona vivono solo circa 345 famiglie per un totale di 1760 persone in tutto. Queste condizioni di isolamento e tranquillità ne fanno una meta turistica di nicchia piuttosto ricercata: tra le attività turistiche che la regione offre vi sono la pesca con canna fissa, le passeggiate a dorso di cammello e il campeggio nelle iurte tradizionali.